# Juan Fabri
Juan Francisco Fabri (Bahía Blanca, 29 de julio de 1909-Buenos Aires, 8 de diciembre de 2008) fue un militar argentino que fue comandante en jefe de la Fuerza Aérea entre el 20 de enero el 19 de septiembre de 1955.

## Familia
Juan Francisco Fabri nació el 29 de julio de 1909, sus padres fueron Francisco Fabri y Juana Villarreal Vela. El brigadier general Fabri estuvo casado con María Luisa Villacian, y posteriormente con Perla Virginia Moreno. Juan Fabri tuvo seis hijos: Juan, Álex, Fabián, Augusto, Fabio y Virginia.

## Carrera

### Oficial del Ejército Argentino
Terminados sus estudios secundarios, Fabri decidió seguir la carrera militar. Ingresó al Colegio Militar de la Nación en marzo de 1928, del cual egresaría tres años más tarde como subteniente. El 15 de marzo de 1933 inició el curso de aviador militar en la Escuela Militar de Aviación del cual se graduó en 1934. En 1936, siendo teniente y formando parte del Grupo 1 de Caza, fue uno de los miembros de la escuadrilla escolta del avión del presidente de los Estados Unidos, Franklin D. Roosevelt. En 1937, ejerció como profesor de pilotaje en la Escuela de Aviación Militar y un año después fue uno de los primeros hombres del plantel de aviadores militares que dieron el puntapié inicial para la iniciación y desarrollo de las Líneas Aéreas del Estado, cuyo primer vuelo oficial regular se realizó con un avión Junkers Ju 52, piloteado por el teniente primero Juan Francisco Fabri el 4 de septiembre de 1940, entre la base aérea de El Palomar y Esquel, con escalas en Santa Rosa, Neuquén y San Carlos de Bariloche.
Tras ser destinado a diversos destinos de la aviación militar, en 1944, se lo designó a Juan Fabri, que revestía la jerarquía de capitán, como jefe de la Agrupación de Transporte y director de LADE.

### Oficial de la Fuerza Aérea Argentina
Tras la creación de la Fuerza Aérea Argentina, el 4 de enero de 1945, Juan Fabri fue dado de alta en el escalafón de la Aeronáutica Militar permanente con el grado de Vicecomodoro, el equivalente al grado de Teniente Coronel que ostentaba dentro de las filas del Ejército.
Realizó exitosamente el curso de Oficial de Estado Mayor entre 1945 y 1946 en la Escuela Superior de Guerra y completó sus estudios en la Escuela Superior del Aire de España. Cuando concluyó esos estudios, pasó a integrar la delegación argentina en la Conferencia de Mapas y Cartografía Aérea de la Organización de Aviación Civil Internacional, que tuvo lugar en la ciudad de Bruselas, Bélgica. Posteriormente a esa conferencia se nombró al Vicecomodoro Fabri como Presidente de la Delegación del Gobierno argentino en la Asamblea Anual de la Organización de Aviación Civil Internacional. A fines de 1946 fue promovido a Comodoro.
En 1947, fue secretario general de la Aviación Civil, y estuvo simultáneamente a cargo de la VII División de Aeronáutica. Hacia 1948 se encontraba al frente del Departamento Segundo de la Subsecretaría de Aeronáutica y al año siguiente y se le designó comandante de Transporte Aéreo.
En 1950, fue nombrado delegado de Argentina ante la Organización de Aviación Civil Internacional y participó de la asamblea general de dicho organismo celebrada en la ciudad de Montreal, Canadá.
A fines de 1951, Fabri ascendió a Brigadier fue comandante aéreo de Defensa de manera interina hasta finales de 1953. En su gestión en este cargo le correspondió por designación el comando de la Fuerza de Tareas Antártica. El 11 de enero de 1953, el Brigadier Juan Francisco Fabri partió desde Río Gallegos emprendiendo un vuelo de reconocimiento que se extendió a diez horas y media de duración en las cuales sobrevoló sobre las islas Decepción, Livingston y Dundee, la Bahía Esperanza y la costa oeste de la península Trinidad. En la susodicha incursión se filma una extensa zona del Continente Antártico.
En diciembre de 1953, fue puesto al frente de la Jefatura del Estado Mayor General de la Fuerza Aérea y promovido a brigadier mayor. Permaneció en dicho puesto hasta enero de 1955.

## Titular de la Fuerza Aérea Argentina
El 20 de enero de 1955, el brigadier mayor Fabri es designado como nuevo comandante en jefe de la Fuerza Aérea Argentina, luego de que el brigadier general Carlos Mauriño pidiera su pase a retiro. Fabri prestó juramento en la sede del Comando en Jefe de la Aeronáutica el 25 de enero ante el ministro de Aeronáutica Juan Ignacio San Martín.
El mandato de Juan Fabri al frente de la aeronáutica fue finalizado el 19 de septiembre de 1955 luego de que estallara una rebelión de las fuerzas armadas que terminaría derrocando al Gobierno de Juan Domingo Perón. Tras el retiro de Fabri al frente del Comando en Jefe de la Fuerza Aérea, durante esos días críticos, fue designado como sucesor el brigadier general Gustavo Hermansson, quien se encontraba en situación de retiro y ya había ocupado dicho cargo durante 1951 y 1952.

## Fallecimiento
El brigadier general Juan Francisco Fabri falleció el 8 de diciembre de 2008 a la edad de 99 años. Sus restos fueron sepultados en el Cementerio de la Chacarita.